# Macherey-Nagel

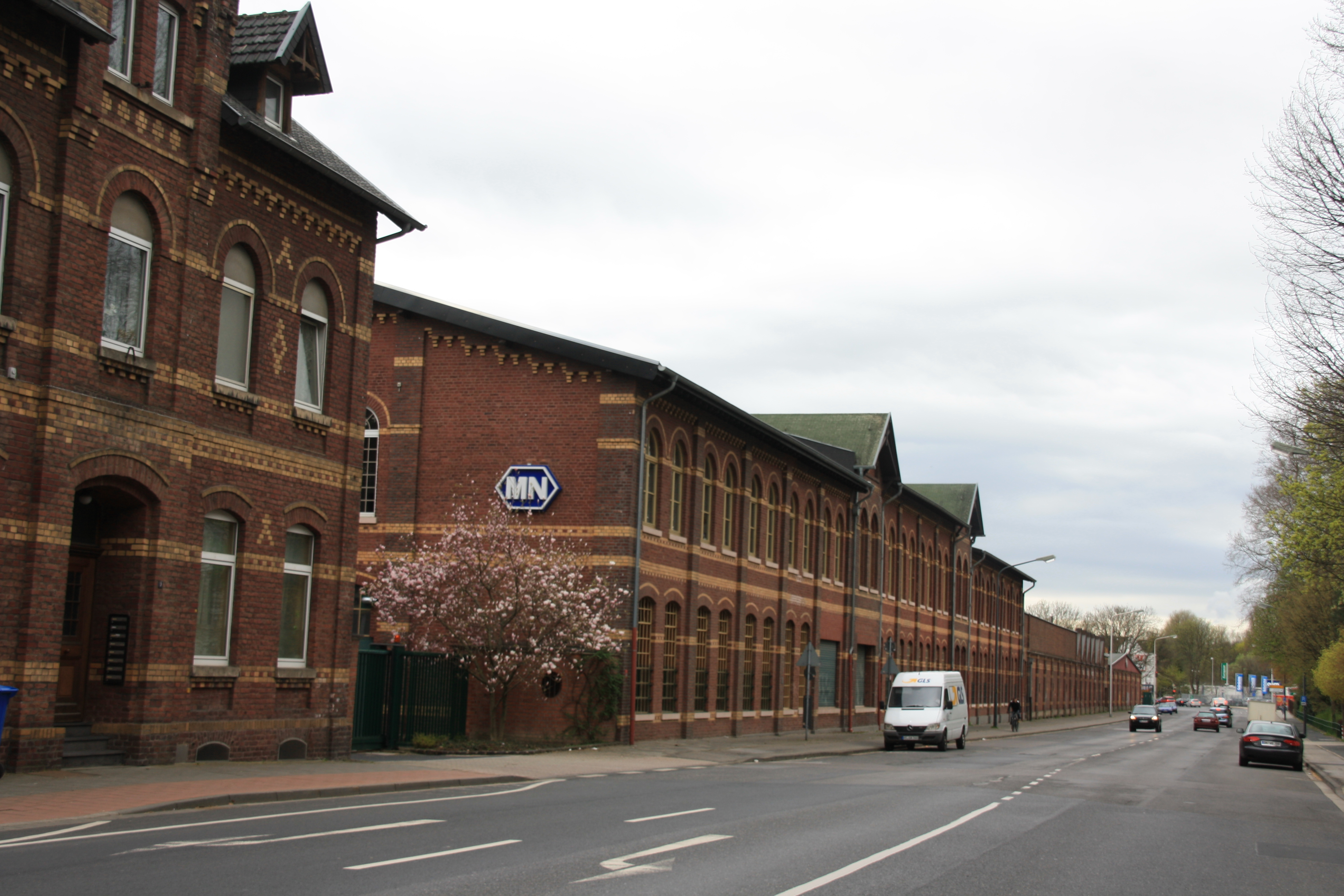

Macherey-Nagel (MN) ist ein Hersteller chemischer Analytikprodukte aus Düren, Nordrhein-Westfalen.
Der Sitz des Unternehmens, sowie die Verwaltung und das Hauptlager befinden sich in der Valencienner Straße in den Hallen der ehemaligen Feintuchfabrik Leopold Schoeller. Ein Teil der Produktion ist im Dürener Stadtteil Rölsdorf in der Neumann-Neander-Straße ansässig. Die Straße wurde nach Ernst Neumann-Neander benannt, der neben dem Firmengebäude von Macherey-Nagel Motorräder herstellte. 
Die Leitung des 1911 gegründeten Familienunternehmens übergab Edmund Radmacher (1932–2016) im Jahre 2000 an seine Tochter Carolin Wagner, geb. Radmacher, die es seitdem in vierter Generation führt.
Das Unternehmen stellt Produkte her, die der molekularbiologischen und chemischen Analytik dienen. Das Portfolio umfasst die Bereiche Filtration, Extraktionshülsen für die Soxhlet-Extraktion, pH-Papiere, Schnellteste (u. a. medizinische Teststreifen), Wasseranalytik, Chromatographie (HPLC-Trennsäulen), Festphasenextraktion und Bioanalytik.
Macherey-Nagel besitzt zahlreiche Patente und ist international zertifiziert (ISO, CE, FDA). Niederlassungen bestehen in Frankreich, der Schweiz und den USA. In 150 Ländern können die Produkte von MN erworben werden.
Macherey-Nagel betreibt eine eigene Papierfabrik zur Herstellung von Filtrationsartikeln (über 7000 Produkte). Das Unternehmen beschäftigt ca. 700 Mitarbeiter in Vertrieb, Produktion sowie Forschung und Entwicklung, darunter 10 % promovierte Wissenschaftler.